# Ehemalige Tankstelle (Gießen)

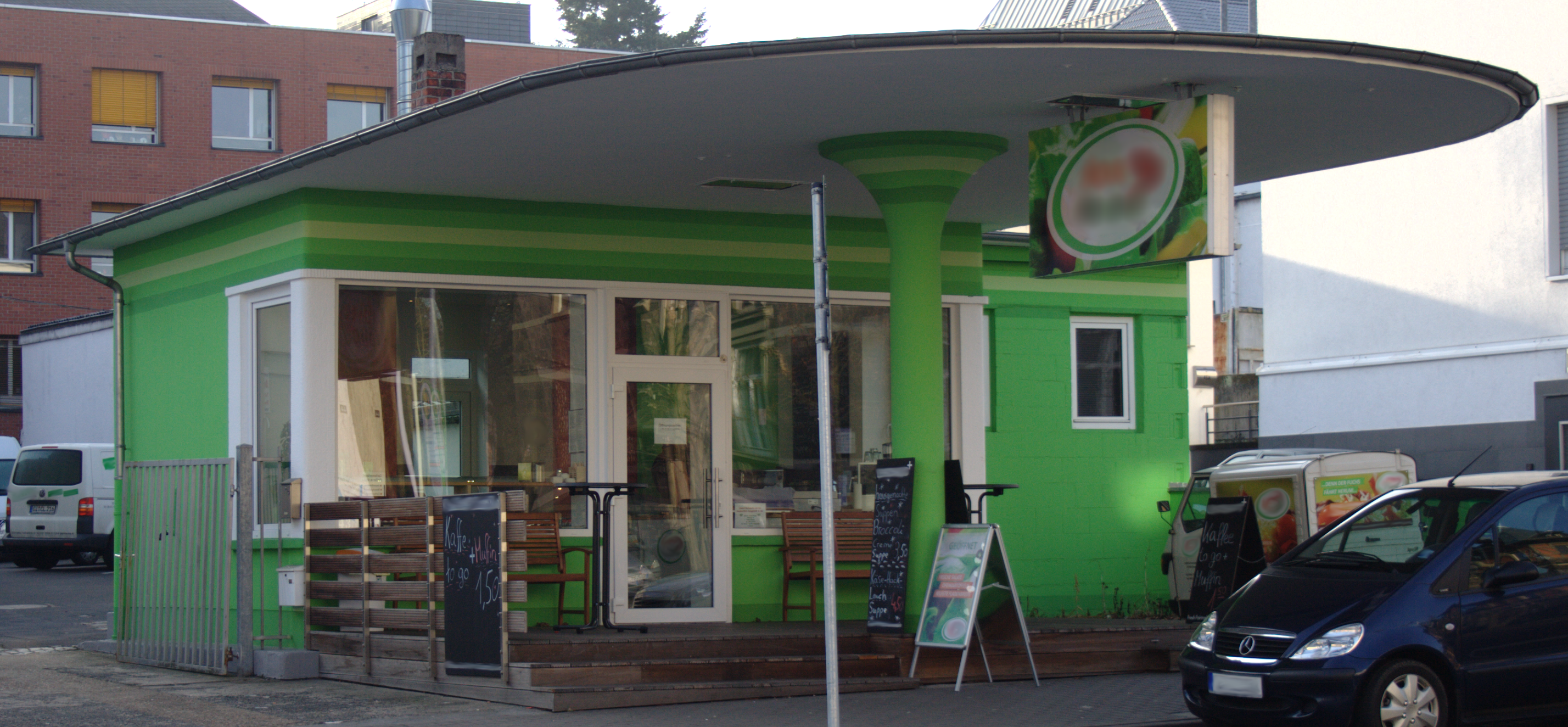
Ehemalige Tankstelle in der Frankfurter Straße 43

Die ehemalige Tankstelle, Frankfurter Straße 43 in Gießen ist ein denkmalgeschütztes Bauwerk in der gleichnamigen Universitätsstadt im Landkreis Gießen in Mittelhessen. Sie befindet sich zentral, etwas zurückversetzt gelegen an der Kreuzung Frankfurter Straße und Friedrichstraße, nordwestlich der Justus-Liebig Universität und direkt gegenüber der Bushaltestelle Friedrichstraße.

## Beschreibung

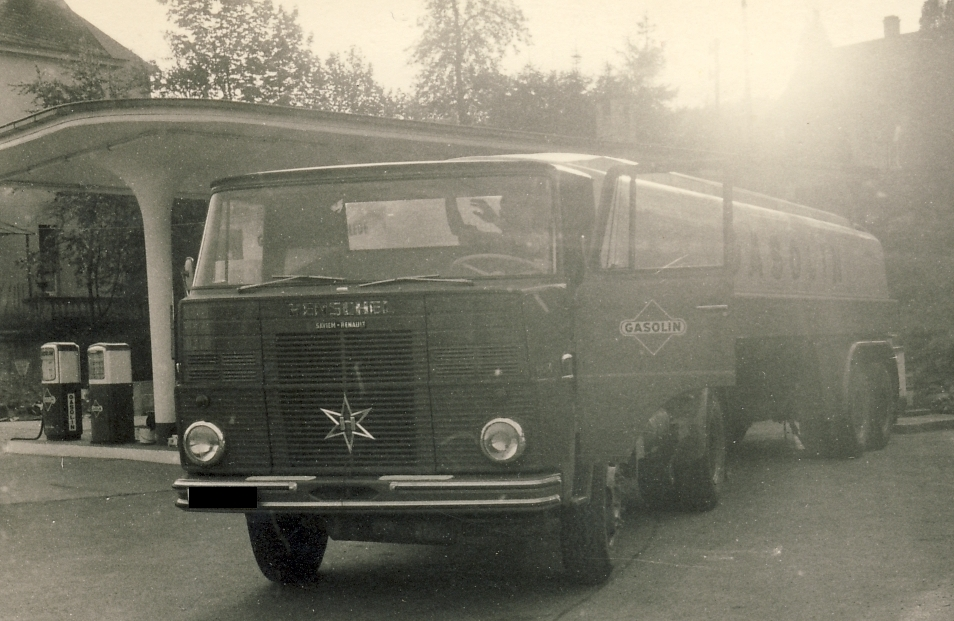
Beispiel Gasolin-Tankwagen Anfang der 1960er Jahre. Im Hintergrund eine Tankstelle mit Pilzsäule

Die ehemalige Tankstelle besteht aus zwei Gebäudeteilen der eigentlichen Tankstelle mit einem Kassenraum die um das Jahr 1950 errichtet wurde und der seitlich angrenzenden Wagenpflegehalle aus dem Baujahr 1958. Die Tankstelle wurde von der Deutschen Gasolin-Nitag AG errichtet und spiegelt die wirtschaftliche und verkehrstechnische Entwicklung der 1950er Jahre wider.
Charakteristisch für das Bauwerk ist die Pilzstütze aus Stahlbeton, auf der das halbkreisförmig auskragende Dach mit den auf der Unterseite integriert eingebauten Leuchten aus der Bauzeit ruht. Durch den niedrigen Aufbau und das klein dimensionierte Kassenhaus mit den originalen Fenstern wirkt das Tankstellenvordach besonders leicht. Die heutige Nutzung dient nach kleineren Umbauten und unter Verwendung einer anderen Fassadenfarbe gastronomischen Zwecken.
Die ehemalige Tankstelle in der Frankfurter Straße 43 in Gießen ist im Denkmalverzeichnis des Landesamts für Denkmalpflege Hessen als Kulturdenkmal aus geschichtlichen und künstlerischen Gründen eingetragen.